# Franz Wilhelm Ferling
Pour les articles homonymes, voir Ferling.
Franz Wilhelm Ferling (né le 20 septembre 1796 à Halberstadt, décédé le 8 décembre 1874 à Brunswick, duché de Brunswick) est un hautboïste, compositeur et clarinettiste allemand. Musicien accompli, il est surtout connu aujourd'hui pour ses 48 études pour hautbois, op. 31, qui sont couramment étudiées par les hautboïstes et les saxophonistes.

## Biographie
Franz Ferling est né à Halberstadt le 20 septembre 1796. À l'âge de 18 ans, Ferling commence à servir comme musicien de la cour du duc de Brunswick, poste qu'il occupera pendant la majeure partie de sa vie. De 1814 à 1816, il est musicien militaire et joue de la clarinette. Il est ensuite engagé comme hautboïste principal de l'orchestre de la cour de Brunswick, poste qu'il occupera pendant 44 ans. Ferling y joue une grande diversité de styles musicaux, dont le bel canto, la musique romantique et la musique sacrée.
Le 1er novembre 1858, Ferling dépose une demande de pension pour sa retraite prochaine, invoquant des rhumatismes persistants et des déficiences dans le fonctionnement de ses poumons :

« Je crois avoir donné pleine satisfaction pendant toute la durée de mon service, mais je ne me sens plus capable de le faire. En raison de mes 44 ans de service comme hautboïste, mes poumons sont si gravement atteints que je ne suis plus capable de souffler des sons soutenus, et en outre, je souffre fréquemment de graves rhumatismes que j'ai attrapés dans l'exercice de mes fonctions au théâtre ; c'est une raison de plus de mon incapacité à remplir fidèlement mes obligations. »

Ferling se voit accorder une pension à plein traitement, qui prend effet le 1er janvier 1859. La seule condition de cet arrangement était que Ferling joue de temps en temps si nécessaire. Ferling est mort à Brunswick le 18 décembre 1874.
Ferling a eu deux fils : Gustav (né en 1835), pianiste et hautboïste, et Robert (1843-1881), qui a travaillé au Staatstheater de Stuttgart et a été musicien de la cour d'Alexandre II de Russie.

## Œuvres
On se souvient aujourd'hui de Ferling pour son recueil de 48 Exercices pour hautbois, op. 31, qui sont couramment étudiés par les hautboïstes et les saxophonistes. Publié en 1840, il existe une ébauche complète des études qui date de 1835, actuellement conservée à la British Library. Les 48 études consistent en deux études dans chaque tonalité - une lente et une rapide. Les études sont écrites dans des styles musicaux variés : il y a cinq exercices de bel canto, six romances, deux offertoires, quatre toccatas dans le style de Niccolò Paganini, trois mouvements lents, sept marches, douze valses, quatre polkas, deux polonaises et trois czardas.

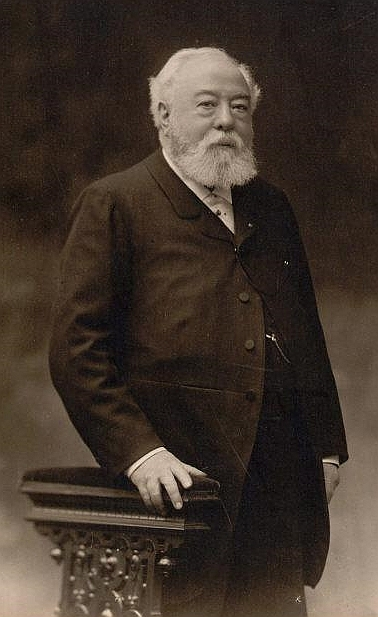
Cyrille Rose a adapté 32 des études de Ferling pour la clarinette.

Après la publication des études, Cyrille Rose, célèbre clarinettiste français, a adapté 32 des études de Ferling pour la clarinette, transposant souvent la musique ou changeant la mesure, l'articulation ou l'amplitude des registres. En outre, Rose a parfois omis certaines des phrases de Ferling ou en a composé de nouvelles.
Après la publication de la première édition en 1840, le hautboïste Louis Bleuzet a réédité les études au début du 20e siècle. Plus tard, l'éditeur Southern Music, sous la direction d'Albert J. Andraud (1884-1975), a édité et réédité la version de Bleuzet dans une édition commercialisée pour « hautbois ou saxophone ». Marcel Mule a également incorporé les exercices de Ferling dans son propre enseignement, publiant une version plus tard, bien que l'on ne sache pas si Mule ou Andraud a d'abord suggéré l'utilisation des études pour le saxophone. Entre-temps, les hautboïstes ont continué à étudier les exercices de Ferling, John de Lancie enseignant ceux de Ferling comme l'une des quatre méthodes d'études (les autres étant les travaux d'Apollon Barret, Henri Brod et Georges Gillet). Lors d'une conversation avec de Lancie, le hautboïste et éditeur Martin Schuring a discuté de la question de savoir si les études avaient à l'origine des lignes de basse, ce qui a conduit Schuring à enquêter sur les éditions antérieures des exercices. Tout en constatant que les études n'ont jamais eu de lignes de basse, Schuring a remarqué des divergences entre les éditions originales et les éditions modernes. C'est pourquoi il a entrepris de publier une édition plus proche de l'original, un projet distribué par Alfred Music (en).
En plus de publier plusieurs autres exercices pour hautbois, Ferling a écrit un double concerto pour deux hautbois, qui a été découvert dans une bibliothèque du quartier Strahov de Prague. L'œuvre a été créée en 2001 lors de la conférence annuelle de l'International Double Reed Society. Ferling a également composé un concerto pour clarinette, mais il s'agit d'une œuvre perdue, car il n'en reste que des fragments.

## Compositions (sélection)
Les compositions de Ferling sont entre autres: 
- Concertino pour hautbois et orchestre, op. 5 (années 1820)
- Divertissement pour quintette de hautbois, op. 6 (s.d.)
- Concerto pour hautbois et orchestre, op. 8 (1832)
- 18 Exercices pour hautbois, op. 12 (s.d.)
- 3 Duos concertants pour 2 hautbois, op. 13 (s.d.)[1]
- 3 doubles concertos pour 2 hautbois (s.d.)
- Das Jubiläum, ballet pantomime (1839)
- 48 Exercices pour hautbois, op. 31 (1840)[2]